# Burt Bales
Burt Bales (* 20. April 1917 in Stevensville; † 26. Oktober 1989 in San Francisco) war ein US-amerikanischer Jazz-Stride Pianist.
Burt Bales begann als Zwölfjähriger mit dem Klavierspiel und trat ab 1938 in Hotels and Nachtklubs in Kalifornien auf. In den 1940er Jahren arbeitete er in San Francisco und spielte u. a. mit Lu Watters’ Yerba Buena Jazz Band und wurde von den US-Streitkräften eingezogen. 1943 entstanden noch Aufnahmen bei einer Session mit Bunk Johnson. Er wurde dann wegen Kurzsichtigkeit aus der Armee entlassen und leitete von 1943 bis 1946 eigene Formationen, bevor er Hausmusiker des 1018 Club's in San Francisco wurde. Er spielte danach bei Turk Murphy (1949–50), Bob Scobey und Marty Marsala, zwischen 1954 und 1966 überwiegend als Solist; regelmäßige Auftritte hatte er im Pier 23. In dieser Zeit entstanden zahlreiche Aufnahmen für die Label Good Time Jazz, Arhoolie, ABC-Paramount und Euphonic.

## Diskographische Hinweise
- Burt Bales 1947-1961 (GHB, 1947–61) mit Bob Hodes, Frank Big Boy Goudie, Al Conger
- They Tore My Playhouse Down ... But at Least I've Still Got My Bales and Lingle Records (Good Time Jazz, 1949) solo